# ФК Сеара
Фудбалски клуб Сеара (порт. Ceará Sporting Club) је бразилски фудбалски клуб из Форталезе у Сеари, основан 2. јуна 1914. године.